# Air Navigation and Engineering Company
L'Air Navigation and Engineering Company était un constructeur d'avions britanniques. Elle a été créée en 1919 et a cessé ses activités en 1927.

## Historique
La société a été créée en 1919 lorsque la Blériot SPAD & Manufacturing Company Limited a changé de nom. La société a été fondée à Addlestone Surrey.
Le constructeur d'avion Blériot avait ouvert une usine à Addlestone pendant la Première Guerre mondiale pour fabriquer des avions SPAD et Avro. En 1919 la société est devenue la Air Navigation and Engineering Company. Un des premiers produits a été un cyclecar, conçu par Herbert Jones et W.D. Marchant, nommé la Blériot-Whippet (en).
En 1922, la société a construit un avion biplan de 10 sièges (le Handasyde H.2) pour la Handasyde Aircraft Company Limited. L'entreprise a construit un certain nombre d'avions légers, le premier, conçu par W.S. Shackelton, a été l'ANEC I qui décolla en 1923. Les avions étaient construits à Addlestone puis convoyés par la route jusqu'à Brooklands pour les essais en vol. L'entreprise a cessé de produire des avions en 1926 et a fermé en 1927.

## Avions construits
- ANEC I (en)------ (1923) Avion ultraléger monoplan, monomoteur et monoplace. Trois exemplaires construits.
- ANEC II (en)----- (1924) Avion monomoteur biplace, variante du ANEC I. Un exemplaire construit.
- ANEC III (en)---- (1926) Avion monomoteur de ligne pouvant transporter six passagers ou du courrier. Trois exemplaires construits.
- ANEC IV---- (1926) Avion sportif, biplan, monomoteur, biplace. Un exemplaire construit.

## Automobile construite
- Blériot-Whippet (en)